# Haimar Zubeldia

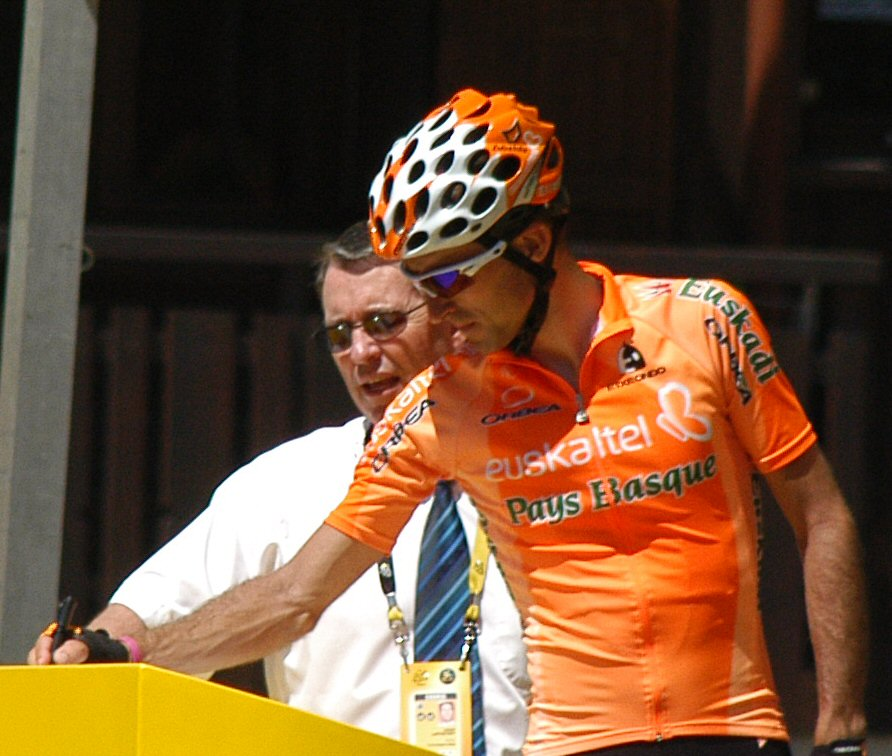
Haimar Zubeldia inför etapp 8 på Tour de France 2007.

Haimar Zubeldia Agirre, född 1 april 1977 i Usurbil, Baskien, är en spansk professionell cyklist som tävlar för det Luxemburg-baserade UCI ProTour-stallet RadioShack-Nissan-Trek.
Haimar Zubeldia blev professionell 1998 med det baskiska stallet Euskaltel-Euskadi och stannade kvar med stallet till och med slutet av säsongen 2008. Därpå blev han kontrakterad av Astana Team. Han är framför specialist på etapplopp.

## Karriär
Haimar Zubeldia slutade tvåa på Critérium du Dauphiné Libéré under säsongen 2000 efter amerikanen Tyler Hamilton, men före Lance Armstrong. Under tävlingen vann han också ungdomstävlingen. Två år senare slutade han fyra i samma tävling. Under säsongen 2000 vann han också Euskal Bizikleta, plus den fjärde etappen av tävlingen.
På grund av hans defensiva åkstil märks inte Zubeldia så mycket i loppen, men han är mycket jämn och har lyckats bli femma på Tour de France 2003, nia på Tour de France 2006 och femma återigen på Tour de France 2007. 
Haimar Zubeldia slutade på tionde plats i Vuelta a España 2000 och 2002.
Under säsongen 2008 slutade Zubeldia trea på Challenge Mallorca, som innehåller tävlingarna Trofeo Mallorca, Trofeo Cala, Trofeo Pollença, Trofeo Soller och Trofeo Calvia. Belgaren Philippe Gilbert vann tävlingen medan spanjoren Aitor Perez Arrieta kom tvåa. 
I slutet av april 2009 slutade Zubeldia på femte plats på etapp 1 av Romandiet runt. Han slutade på fjärde plats på etapp 4 av Katalonien runt bakom Julian Sanchez Pimienta, Daniel Martin och Alejandro Valverde. Zubeldia slutade trea i tävlingens slutställning bakom Valverde och Daniel Martin. I juni slutade Haimar Zubeldia trea på etapp 5, uppför Mont Ventoux, på Critérium du Dauphiné Libéré bakom Sylvester Szmyd och Alejandro Valverde. På etapp 1 av Tour of Ireland slutade spanjoren på femte plats bakom Russell Downing, Aleksandr Kolobnev, Matti Breschel och Philip Deignan.

## Privatliv
Haimar Zubeldia är äldre bror till cyklisten Joseba Zubeldia Aguirre.

## Meriter
2000
1:a, Euskal Bizikleta
Etapp 4B, Euskal Bizikleta
1:a, Ungdomströjan, Critérium du Dauphiné Libéré
2:a, Critérium du Dauphiné Libéré
etapp 3, Critérium du Dauphiné Libéré
2:a, Trofeo Luis Ocaña
3:a, etapp 5, Euskal Bizikleta
10:a Vuelta a España
2001
5:a, etapp 18, Vuelta a España
7:a, Katalonien runt
2002
Ungdomströjan, Critérium du Dauphiné Libéré
2:a, etapp 11, Vuelta a España
3:a, etapp 5, Vuelta a España
3:a, etapp 3, Critérium du Dauphiné Libéré
4:a, Critérium du Dauphiné Libéré
10:a, Vuelta a España
2003
2:a, etapp 2, Vuelta Ciclista a Murcia
2:a, etapp 5, Euskal Bizikleta
3:a, prolog, Tour de France
3:a, etapp 13, Tour de France
3:a, Vuelta a Murcia
3:a, Subida a Urkiola
3:a, etapp 4b, Euskal Bizikleta
4:a, etapp 12, Tour de France
4:a, etapp 15, Tour de France
5:a, Tour de France
5:a, etapp 8, Tour de France
9:a, etapp 9, Tour de France
9:a, etapp 14, Tour de France
2004
3:a, Vuelta a Asturias
5:a, Euskal Bizikleta
2005
7:a, Clásica de San Sebastián
15:e, Tour de France
2006
7:a, etapp 11, Tour de France
8:a, Tour de France
8:a, etapp 17, Tour de France
8:a, Euskal Bizikleta
10:a, Vuelta a Castilla y León
10:a, etapp 16, Tour de France
2007
1:a, Azkoitia (Memorial Jokin Ormaetxea)
3:a, etapp 15, Tour de France
5:a, Tour de France
6:a, etapp 16, Tour de France
9:a, etapp 14, Vuelta a España
2008
3:a, Challenge Mallorca
2009
3:a, Katalonien runt
3:a, etapp 5, Critérium du Dauphiné Libéré

## Stall
- Euskaltel-Euskadi 1998–2008
- Astana Team 2009
- Team RadioShack 2010–2011
- RadioShack-Nissan-Trek 2012–